# Ада Сарі
Ада Сарі (пол. Ada Sari, справжнє ім'я − пол. Jadwiga Szajerówna; 1886—1968) — польська оперна співачка (сопрано), актриса і педагогиня.

## Життєпис
Народилася 29 червня 1886 року в місті Вадовіце, Галичина в родині адвоката. Коли їй було три роки, сім'я переїхала до міста Старий Сонч.
Після завершення початкової освіти, Ядвіга вивчала теорію музики і співу в Цешині та Кракові. В 1905 році вона вступила до приватної музичної школи у Відні. Потім навчалася в музичній академії у Варшаві, а після 1909 року — в Римі.
Її дебют відбувся на початку XX століття. За свою кар'єру оперної співачки виступала в найвідоміших оперних театрах світу, включаючи Ла Скала.
Її репертуар складався з партій з опер Вагнера, Верді, Гуно.
Між 1929 і 1965 роками періодично працювала в місті Маріанське-Лазне.
Померла 12 липня 1968 року в місті Цехоцинек, Польща.

## Пам'ять

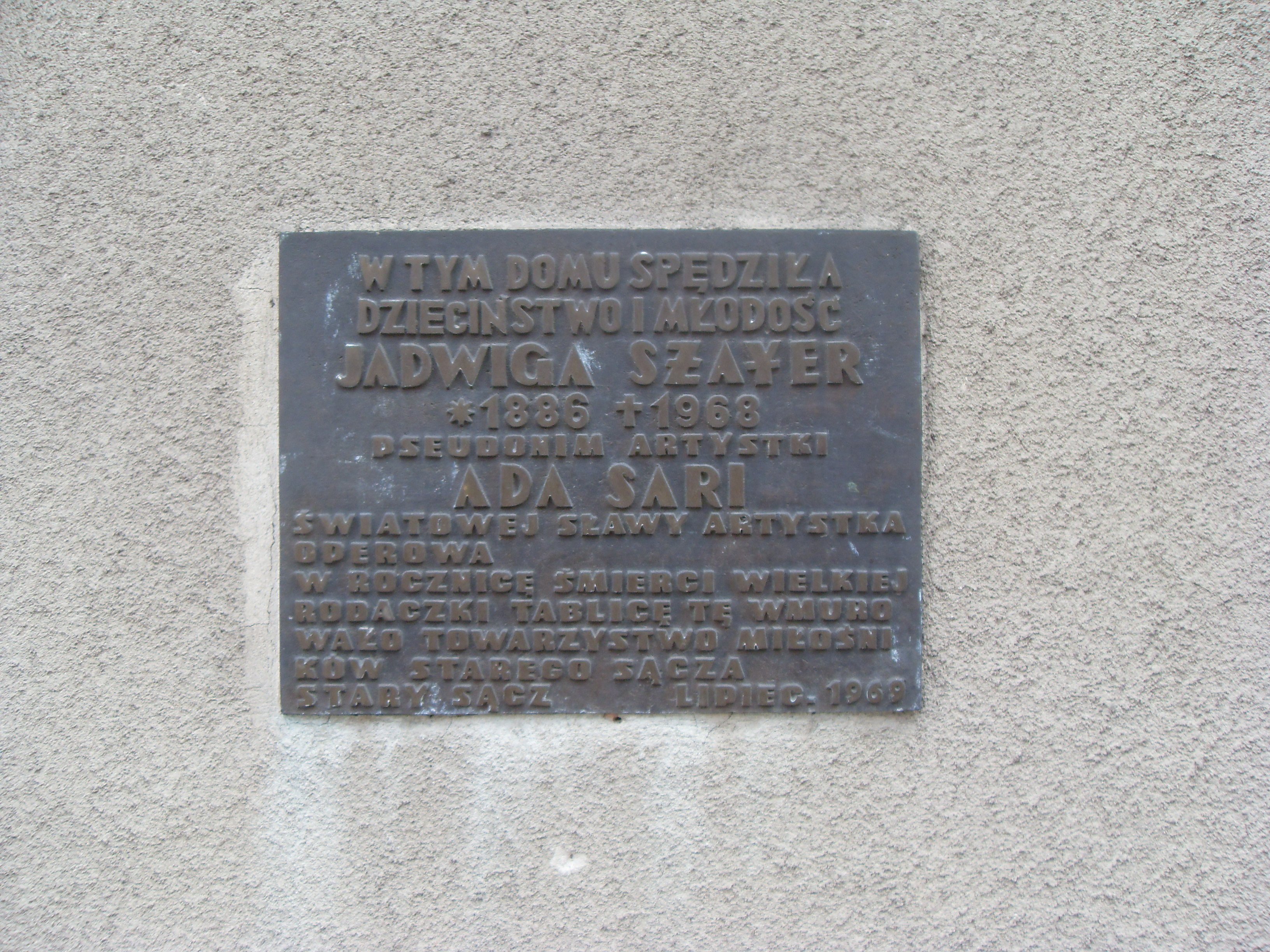
Пам'ятна дошка в Старому Сончі.

- На будинку в Старому Сончі, де жила співачка, встановлена меморіальна дошка.
- В Польщі (місто Новий Сонч) проводиться міжнародний фестиваль імені Ади Сарі.[5]